# 亞納蓬科山
12°22′00″S 75°41′08″W / 12.36667°S 75.68556°W
亞納蓬科山（Yana P'unqu），是秘魯的山峰，位於該國中南部利馬大區，由堯約斯省的拉勞斯區負責管轄，屬於秘魯中部山脈的一部分，海拔高度4,800米。